# 兵庫県立工業専門学校 (旧制)
| 兵庫県立工業専門学校 （兵庫工専） | 兵庫県立工業専門学校 （兵庫工専） |
| --------------------------------- | --------------------------------- |
| 創立                              | 1944年                            |
| 所在地                            | 兵庫県姫路市                      |
| 初代校長                          | 井口直次郎                        |
| 廃止                              | 1951年                            |
| 後身校                            | 姫路工業大学 （現 兵庫県立大学）  |
| 同窓会                            | 姫路工業倶楽部                    |

兵庫県立工業専門学校（ひょうごけんりつ こうぎょう せんもんがっこう）は、1944年（昭和19年）に設立された旧制専門学校。略称は兵庫工専。創立時の名称は兵庫県立高等工業学校。

## 概要
第二次世界大戦下における工業技術者確保のために、国策に合わせて増設された高等工業学校の1つ。本科（修業年限3年）に機械科、電気科、化学工業科を設置した。創立後まもなく兵庫県立工業専門学校に改称された。学制改革に伴い、新制姫路工業大学（現：兵庫県立大学工学部・理学部・環境人間学部）となった。
同窓会は「姫路工業倶楽部」と称し、旧制工専・新制工学部合同の会である。

## 沿革
- 1943年
  - 6月 - 川崎重工業社長 鋳谷正輔、菊池神戸商工会議所会頭らにより、「高等工業学校設立準備委員会」発足。既存の兵庫県立第一神戸工業学校（1902年創立、現：兵庫県立兵庫工業高等学校）の神戸・五位ノ池新校舎に併設する方針となった。
  - 12月 - 兵庫県会、高等工業学校設立意見書を兵庫県知事に提出。
- 1944年
  - 1月18日 - 臨時県会、県立高等工業・県立医専設置議案可決。後日、1月18日付で文部省より兵庫県立高等工業学校設置認可（文部省告示第30号）。
  - 1月31日 - 兵庫県告示第69号で設立公示。
  - 4月1日 - 開校。本科（修業年限3年）に機械科、電気科、化学工業科を設置。
  - 4月11日 - 兵庫県立工業専門学校と改称（文部省告示第952号）。
- 1945年
  - 3月17日 - 空襲により校舎・設備を焼失。
  - 10月 - 仮校舎（神戸市立蓮池小学校）で授業再開。
- 1946年6月24日 - 姫路市伊伝居に移転。姫路工業学校（現：兵庫県立姫路工業高等学校）校地に同居。
- 1947年
  - 3月 - 第1回卒業式。大学昇格運動勃発。
  - 12月 - 兵庫工専復興期成同盟会発足。後に「兵庫県立工業専門学校大学昇格期成同盟会」となる。
- 1948年7月 - 兵庫県会議員総会、兵庫県立工業大学設立意見書を提出。県議会了承。同月、文部省に「姫路工業大学設置認可申請書」を提出。
- 1949年
  - 2月21日 - 新制姫路工業大学、条件付きで設立認可（文部省告示第44号）。
  - 3月1日 - 兵庫県告示第294号で姫路工業大学設置を公示。
  - 4月 - 旧制兵庫工専を母体として新制姫路工業大学開学。工学部のみの単科大学として設立（学科：電気工学科、機械工学科、応用化学科）。
- 1951年3月 - 旧制兵庫県立工業専門学校廃止。

## 校地

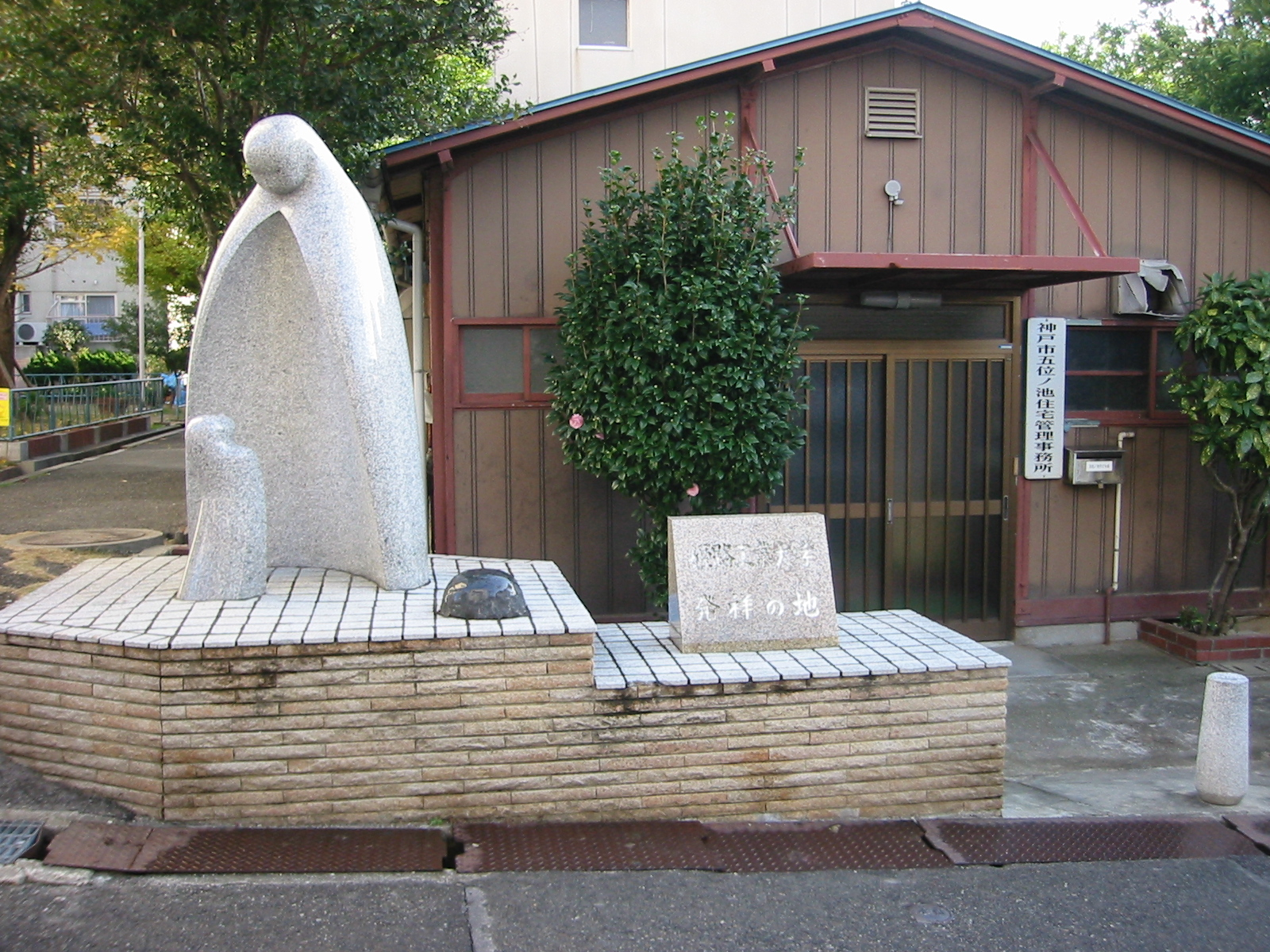
発祥の碑

創立当初は、神戸市須磨区五位ノ池（現：神戸市長田区五位ノ池2丁目）の県立第一神戸工業学校の新築校舎に併設された。1945年3月の空襲で校舎を失い、終戦後、長田区内の神戸市立蓮池小学校に間借りして授業を再開したが、実習のできない状態が続いた。加古川市浜の宮（陸軍航空教育隊跡）への移転計画が具体化していたが、1946年1月、アメリカ軍に同地を取られ頓挫。結局、県立姫路工業学校の工専設立運動に乗る形で同校校地へ移転となった（姫路市伊伝居、現：兵庫県立姫路工業高等学校）。
後身の新制姫路工業大学は伊伝居校地で開学したが、大学設立認可に当たっては、早急に姫路工高と校地を分離することが付帯条件の1つとなっていた。1960年代に姫路市書写西坂への移転が具体化し、1964年11月に地鎮祭、1966年3月から校舎建設を開始。1970年3月末、書写西坂への移転が完了した（現：兵庫県立大学姫路書写キャンパス）。
創立の地、神戸市長田区五位ノ池は、現在は公営住宅となっており、一角に「姫路工業大学発祥の地」碑が設置されている。

## 歴代校長
- 初代：井口直次郎（1944年2月 - 1948年3月）
- 第2代：大森貫一（1948年6月 - 1951年3月）
  - 前：岐阜工業専門学校校長。新制姫路工業大学初代学長。

## 関連書籍
- 姫路工業大学五十年史編集実行委員会（編） 『姫路工業大学五十年史』 1995年9月。